# انریک مارتینز-کاستینیانی
انریک مارتینز-کاستینیانی (اسپانیایی: Enric Martínez-Castignani‎) یک خواننده باریتون اپرا اهل اسپانیا است.

## زندگی‌نامه
خانوادهٔ او اهل سنیگالیا در استان آنکونای ایتالیا بودند. او دانش‌آموختهٔ رشته موسیقی در بارسلون و مانهایم و زیر نظر بزرگانی چون جرارد سوزی، دالتون بالدوین، «گرد تورک»، «اولریخ آیسنلر» و «ولفرام ریگر» است.
نخستین اجرای حرفه‌ای او در سال ۱۹۹۲ میلادی در نقش «اوتونه» در اپرای «تاج‌گذاری پوپه‌آ» اثرِ کلودیو مونته‌وردی بود.
او برندهٔ جوایز گوناگونی در زمینهٔ خوانندگی اپرا شده است و یک بار نیز نامزد دریافتِ جایزه گرمی بوده است.